# Віоріка Кортес
Віоріка Кортес (рум. Viorica Cortez; нар. 26 грудня 1935, Ясси) — румунська оперна співачка (мецо-сопрано).

## Біографія

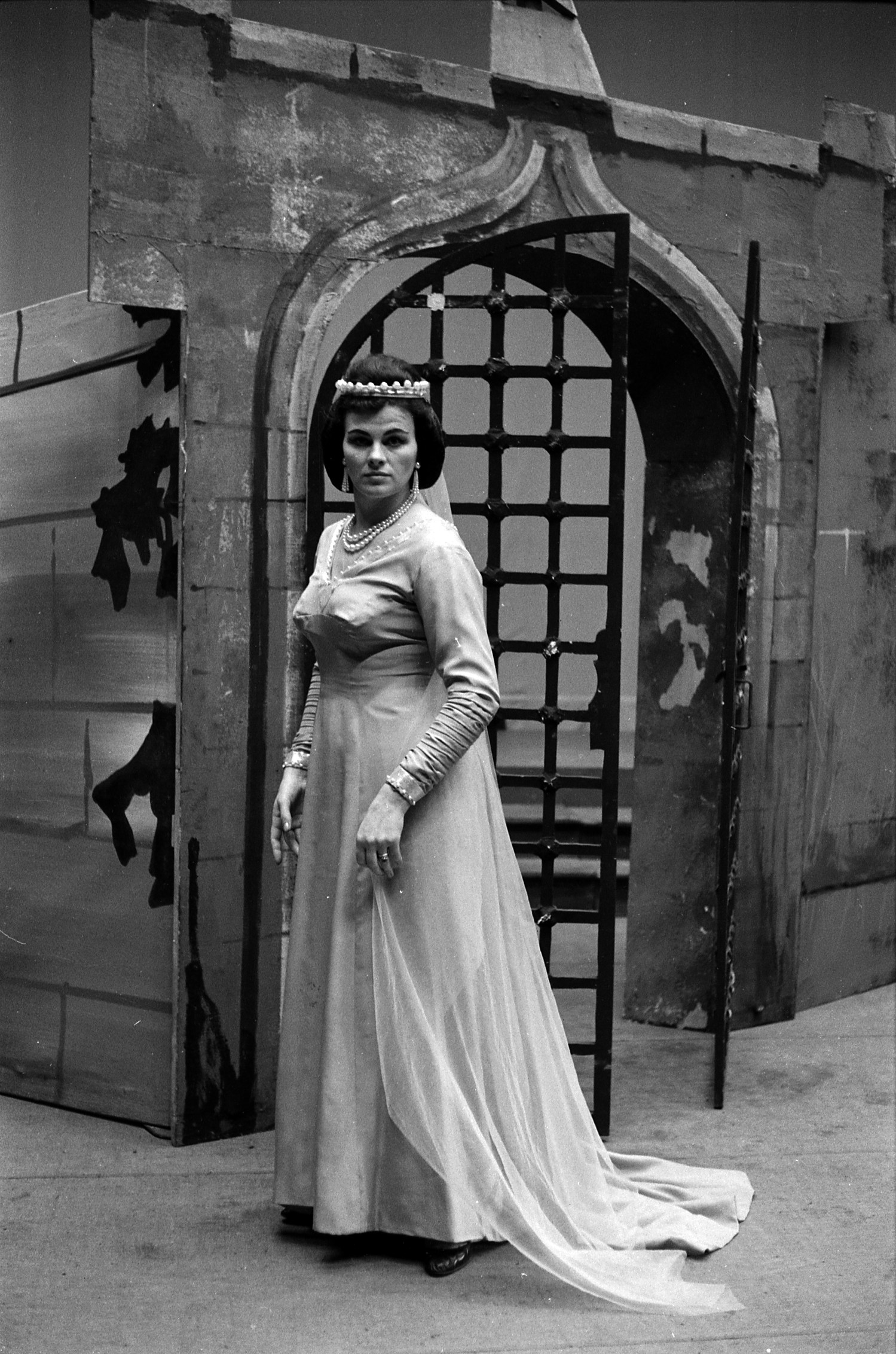

Закінчила консерваторію в Яссах, потім Бухарестську академію музики під керівництвом Арти Флореску. Починаючи з 1964 року брала участь у низці міжнародних конкурсів, ставши лауреатом в Тулузі та Гаазі і завоювавши першу премію на Міжнародному конкурсі імені Енеску в Бухаресті (1967). У 1965 р. дебютувала в Бухарестській опері і на сцені Капітолію Тулузи в партії Даліли («Самсон і Даліла» Сен-Санса), в 1968 році — в лондонській Королівській опері, у 1969 — в неаполітанському театрі Сан-Карло. У 1970–1976 роках співала на сцені Віденської державної опери, у 1971 році вперше виступила в Метрополітен-опера, в 1980  — на сцені Опери Гарньє.
Серед основних партій — головна партія в «Кармен» Бізе, Єлизавета в «Марії Стюарт» Доніцетті, Амнеріс в «Аїді», Азучена в «Трубадурі» Верді та ін.